# 马拉尼昂河畔圣基特里亚
马拉尼昂河畔圣基特里亚是巴西马拉尼昂州的一个市镇。总面积2112.89平方公里，总人口28687人，人口密度13.6人/平方公里。